# David Grimm (arquitecto)

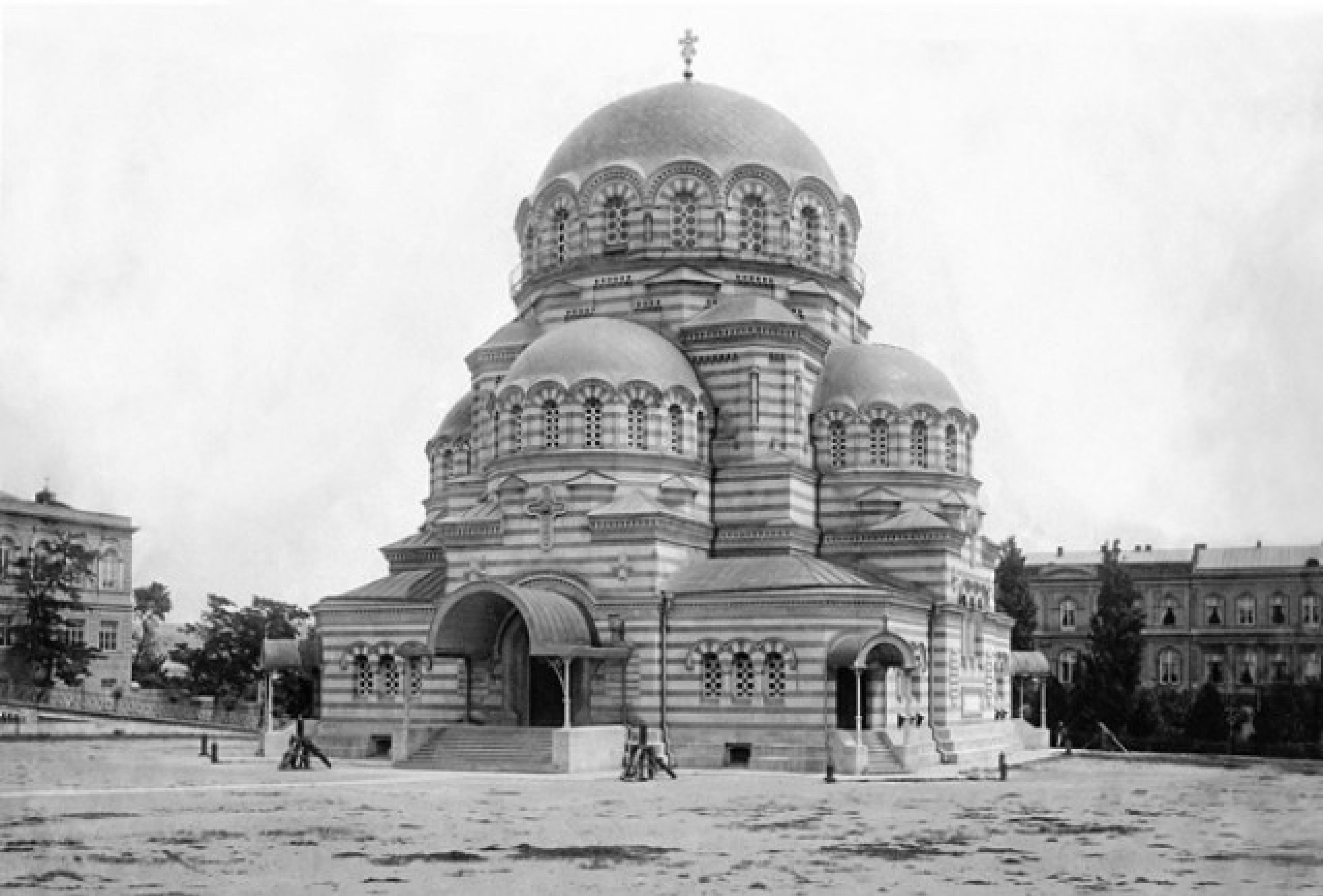
Catedral rusa de Tiflis

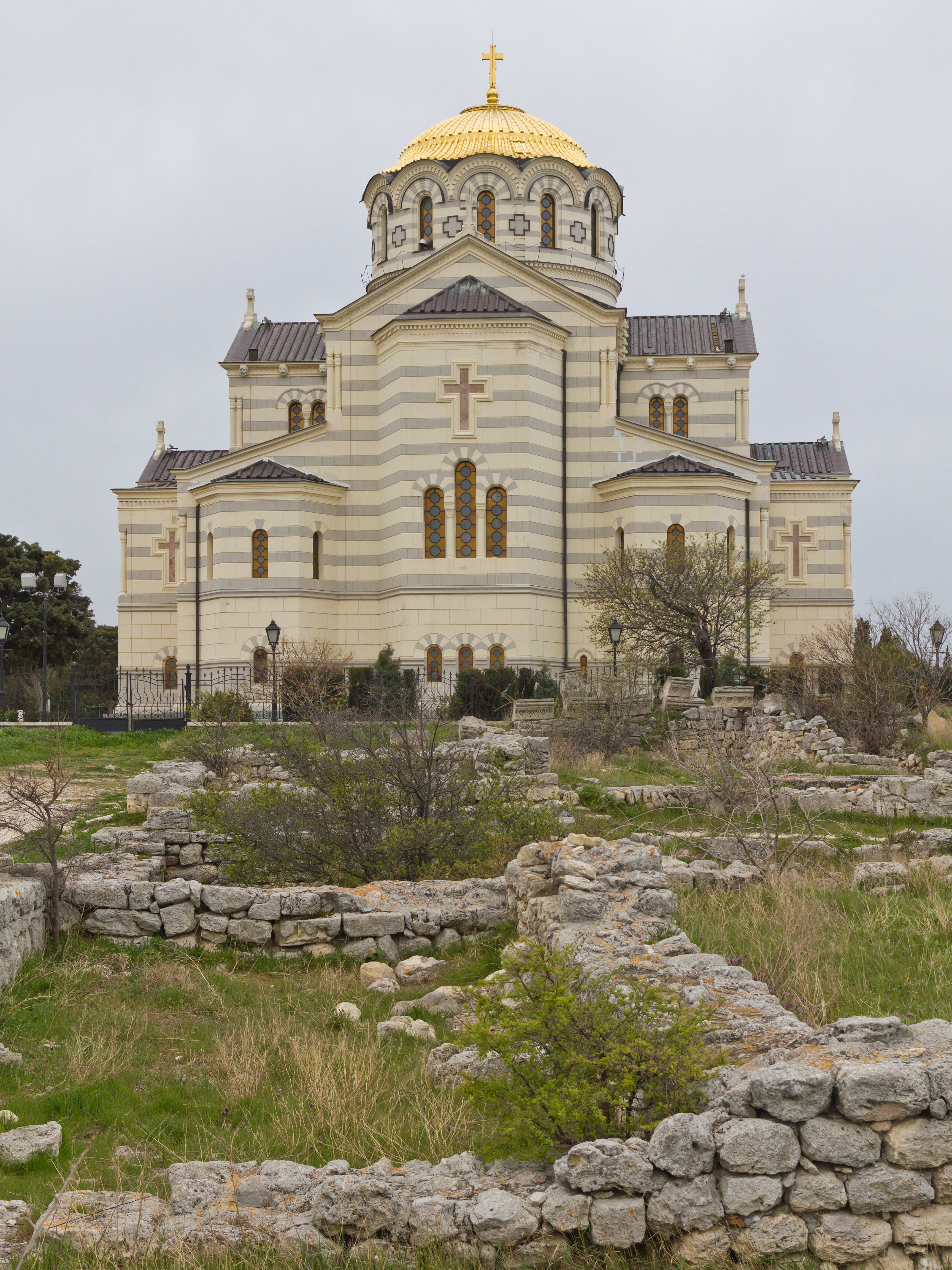
Catedral de San Vladimir en Quersoneso (1888-1891)

David Ivánovich Grimm (en ruso: Дави́д Ива́нович Гримм) (San Petersburgo, 22 de marzo (3 de abril)  de 1823 - San Petersburgo, 9 (21) de noviembre de 1898), fue un arquitecto de la Rusia imperial de origen alemán,  profesor e historiador del arte especializado en el Imperio bizantino, Georgia y Armenia. Pertenecía a la segunda generación de arquitectos neobizantinos rusos y fue autor de las catedrales ortodoxas de Tbilisi y de Quersoneso y de algunas iglesias más pequeñas en Rusia y Europa occidental. Grimm fue durante largo tiempo profesor en la Academia Imperial de las Artes y presidió su departamento de Arquitectura en 1887-1892.

## Biografía
David Grimm nació en el seno de una familia luterana e hizo sus estudios en la escuela alemana de Sankt Petri Schule (dependiente de la parroquia luterana de San Pedro y San Pablo). Siguió luego la clase de Aleksandr Briulov en la Academia Imperial de las Artes (1841-1848). Su graduación con honores le daba el derecho a recibir una beca para hacer su  Grand Tour por Italia y Francia, pero el viaje se canceló debido a los acontecimientos revolucionarios de 1848 en Europa. En lugar de esperar hasta el final de las hostilidades, Grimm optó por una gira de estudio por el Cáucaso (1849-1850) y conoció y experimentó la revelación de la arquitectura vernácula  armenia y georgiana. Entre 1852 y 1855 viajó por Asia Menor, Italia y Grecia estudiando las reliquias bizantinas y desarrollando una verdadera pasión por el arte bizantino. Publicó el resultado de su investigación en doce volúmenes en los Monumentos de Arte Bizantino en Georgia y Armenia  (1856-1859) y en otras obras. Fue nombrado profesor en el Instituto de Ingeniería Civil de San Petersburgo en 1856 y después de la Academia de Bellas Artes en 1859.
La emperatriz María, esposa de Alejandro II, le encargó una iglesia en Quersoneso en 1858, en el sitio de una antigua iglesia griega donde había sido bautizado en 988 san Vladímir, marcando el comienzo del bautismo oficial de todas las Rusias. La construcción de la catedral ya había comenzado antes de la Guerra de Crimea según un diseño de Konstantin Thon; después de la guerra, su proyecto fue descartado y el trabajo comenzó desde cero. La elección de María fue influenciada por otro erudito bizantino, Grigori Gagarin. El diseño de Grimm fue aprobado en junio de 1859 y se exhibió al público el siguiente año. A diferencia de los arquitectos neobizantinos contemporáneos, Grimm basó su diseño en el legado georgiano, empleando superficies poligonales en lugar de las cúpulas y cilindros bizantinos. La construcción comenzó en 1861 y, a pesar del patrocinio real, avanzó muy lentamente: la estructura se completó en 1876, y los interiores en 1897. Esta iglesia temprana de estilo bizantino en Georgia, será el único ejemplo de este tipo antes de moda en vísperas de la Primera Guerra Mundial.

Planos del proyecto de la Catedral de San Vladímir en Quersoneso (diseñada en 1858-1859, completada en 1897)
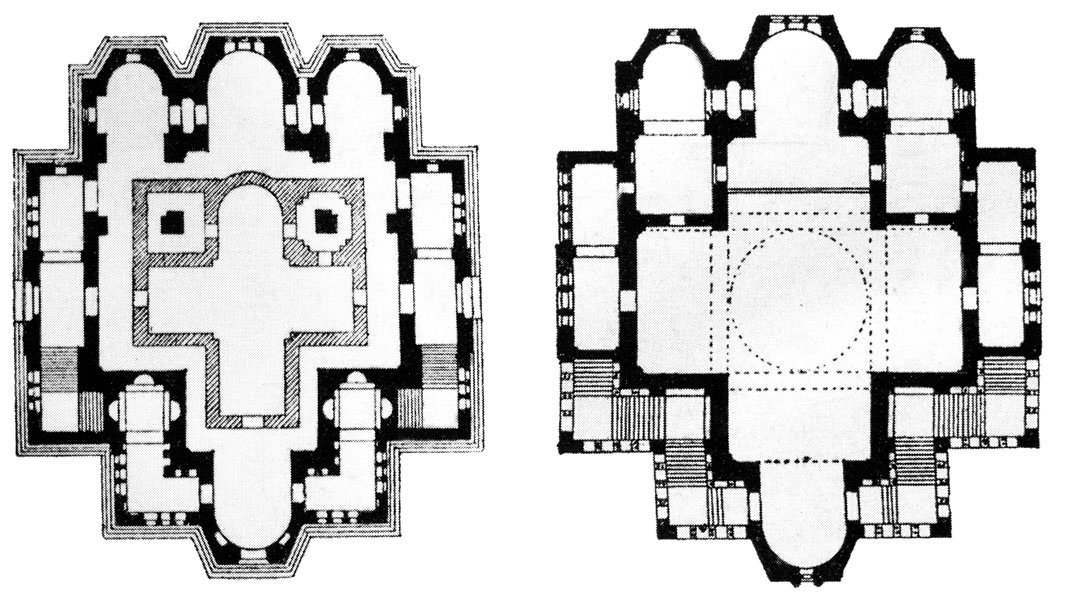
Plantas de la catedral
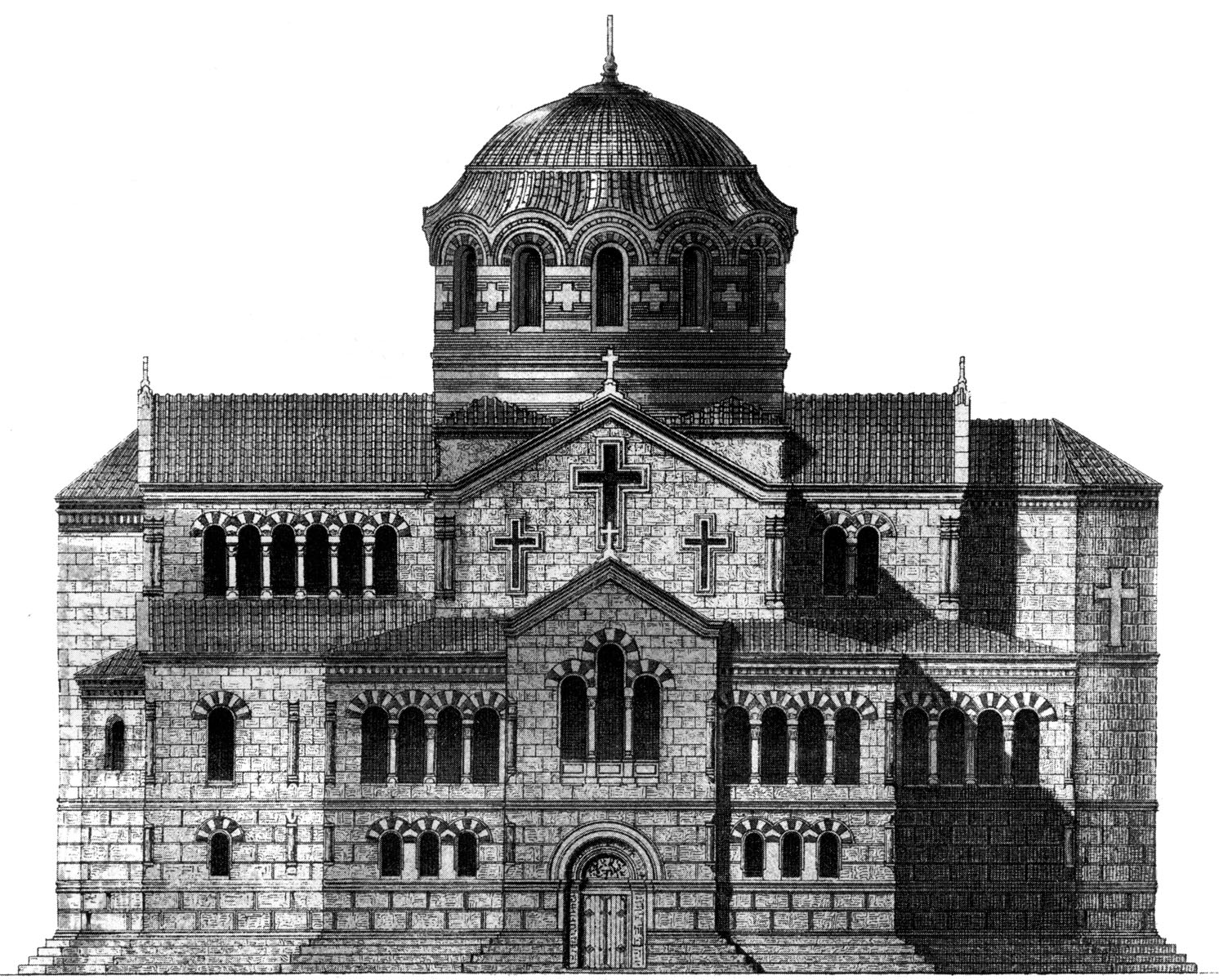
Alzado de la catedral
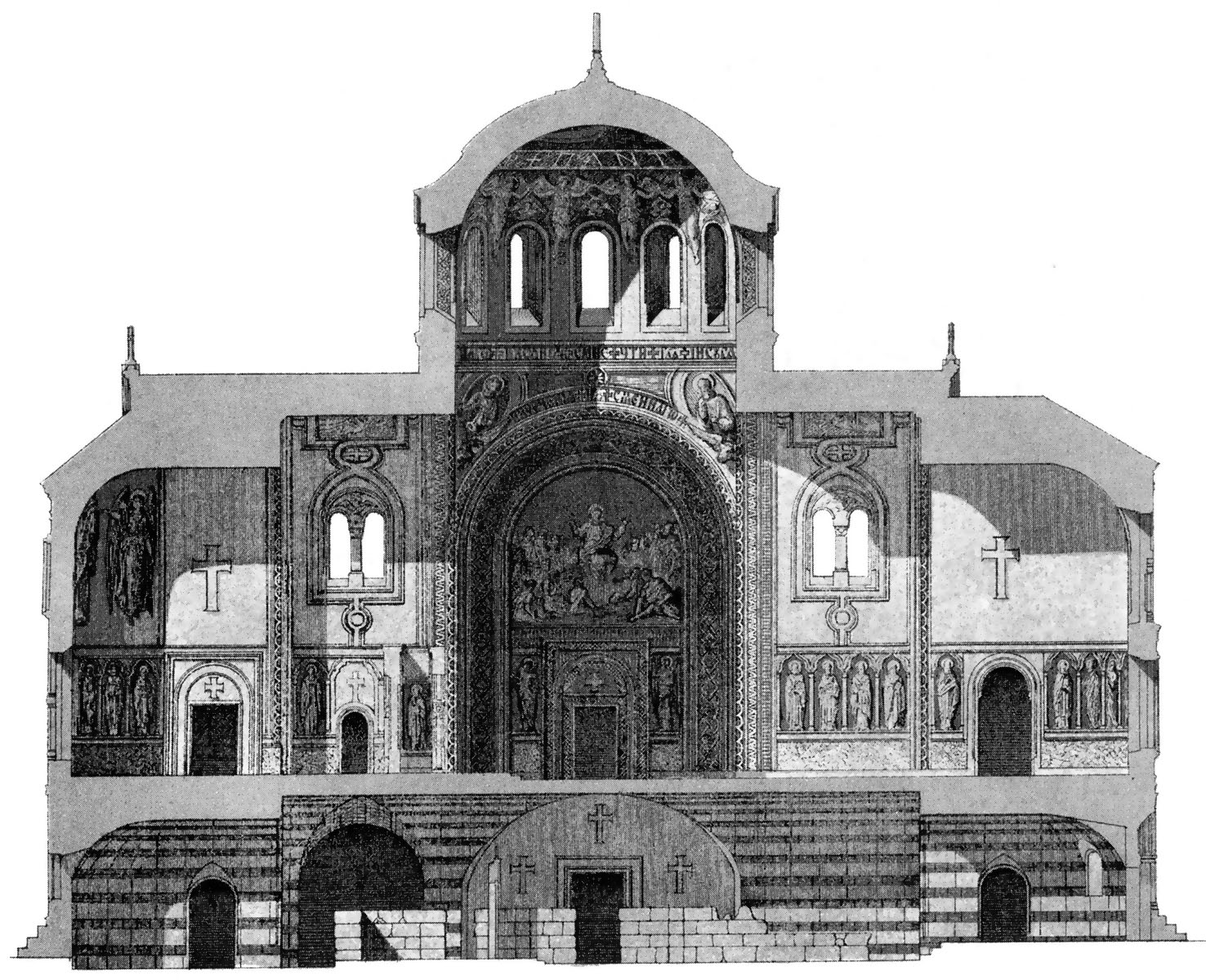
Sección de la catedral

David Grimm construyó luego, por encargo de los Románov, una capilla en Niza, residencia de invierno de la familia imperial, entre 1866 y 1868. Esta capilla fue construida en honor de zarévich Nicolás, muerto de tuberculosis en esa ciudad en 1865. En los siguientes veinte años, Grimm fue llamado para la erección de varias iglesias rusas en Europa, denominadas iglesias de embajada. Fue autor de, entre otras, de las iglesias rusas en Ginebra y en Copenhague y de la iglesia de Santa María Magdalena (1885–1888) en Jerusalén. Fueron edificadas en el estilo ruso de la región de Yaroslavl del siglo XVII, el estilo favorito del zar Alejandro III.
David Grimm y Robert Gedike participaron en 1865 en la invitación para la construcción de la catedral rusa de Tiflis (Tbilisi ahora), pero fueron los proyectos de Victor Schroeter y de Alexander Huhn los que resultaron seleccionados. La catedral habría sido el edificio neobizantino más grande del mundo. Por último el virrey del Cáucaso, el Gran Duque Miguel rechazó el proyecto ganador como demasiado costoso, y llamó a Grimm-Gedike con la condición de reducir los costos. La iglesia fue construida entre 1871 y 1897. Tiene cuatro ábsides simétricos bajo un domo, de acuerdo con los cánones de Román Kouzmín,  precursor de la arquitectura neo-bizantina, pero Grimm modificó las proporciones para darle más verticalidad. El diseño de Grimm, publicitado en la década de 1860, allanó el camino a numerosas variaciones del mismo diseño de cúpula simple y fue perfeccionado por  Vasili Kosiakov, un maestro en el estilo neobizantino, en la década de 1880.
El último diseño de Grimm, de 1896, el Mausoleo Gran Ducal de San Petersburgo en la Fortaleza de San Pedro y San Pablo, permaneció en el papel. Después de la muerte de Grimm, el proyecto fue asumido por Antony Tomischko, quien también murió pronto, y el Mausoleo fue rediseñado y completado por Leon Benois en estilo neobarroco.
David Grimm está enterrado en el cementerio luterano de San Petersburgo. Su hijo  David (1864-1941) fue un político y jurista reputado, su otro hijo Hermann  (1865-1942) fue también arquitecto, y su hijo, nieto de David Grim, llamado también Herman (1904-1959) fue un arquitecto e historiador del arte reconocido en la URSS.

## Obras
- Catedral de San Vladímir en Quersoneso (diseñada en 1858-1859, completada en 1897)
- Monumento a Pedro el Grande en Jitomir (1858)
- Iglesia de Santa Olga, en la granja gran ducal de  Mijáilovka, cerca de Strelna (1861-1838)
- Finalización de la iglesia Germana Refomista en San Petersburgo (diseñada en 1862 por Harald Julius von Bosse, completada en 1865)
- Capilla a la memoria del último zarévich Capilla Ortodoxa de Niza (diseñada en 1866, completada en 1868)
- Catedral  de San Alejandro Nevski de de Tiflis (diseñada en 1865-1870, completada en 1897)
- Castillo de Valrose en Niza (1870)[1]
- Edificio en el Muelle Moika, 42, en San Petersburgo (1867-1870)
- Iglesia de San Alejandro Nevski de Copenhague (completada en 1883 por Albert Nielsen)
- Iglesia calvinista reformada alemana de la calle Bolshaya Morskaya n.º 58 , en San Petersburgo, en colaboración con Harald von Bosse
- Iglesia luterana de Nissi-Riesenberg (1871-1873)
- Iglesia San Nicolás en la Fortaleza de Brest (1856-1879)
- Iglesia de la Protección en Gatchina, completada en 1883
- Iglesia de Santa María Magdalena de Jerusalén (1885-1888)
- Mausoleo Gran Ducal de San Petersburgo en la Fortaleza de San Pedro y San Pablo (1896) (rediseñado y completado por Leon Benois en estilo neobarroco en 1908)
- Columna de la Gloria, columna memorial Guerra Ruso-Turca, cerca de la catedral de la Trinidad en San Petersburgo (1886) (fue destruida en 1929 por Stalin y de nuevo completada en 2004 como réplica exacta).

Obras de David Grimm
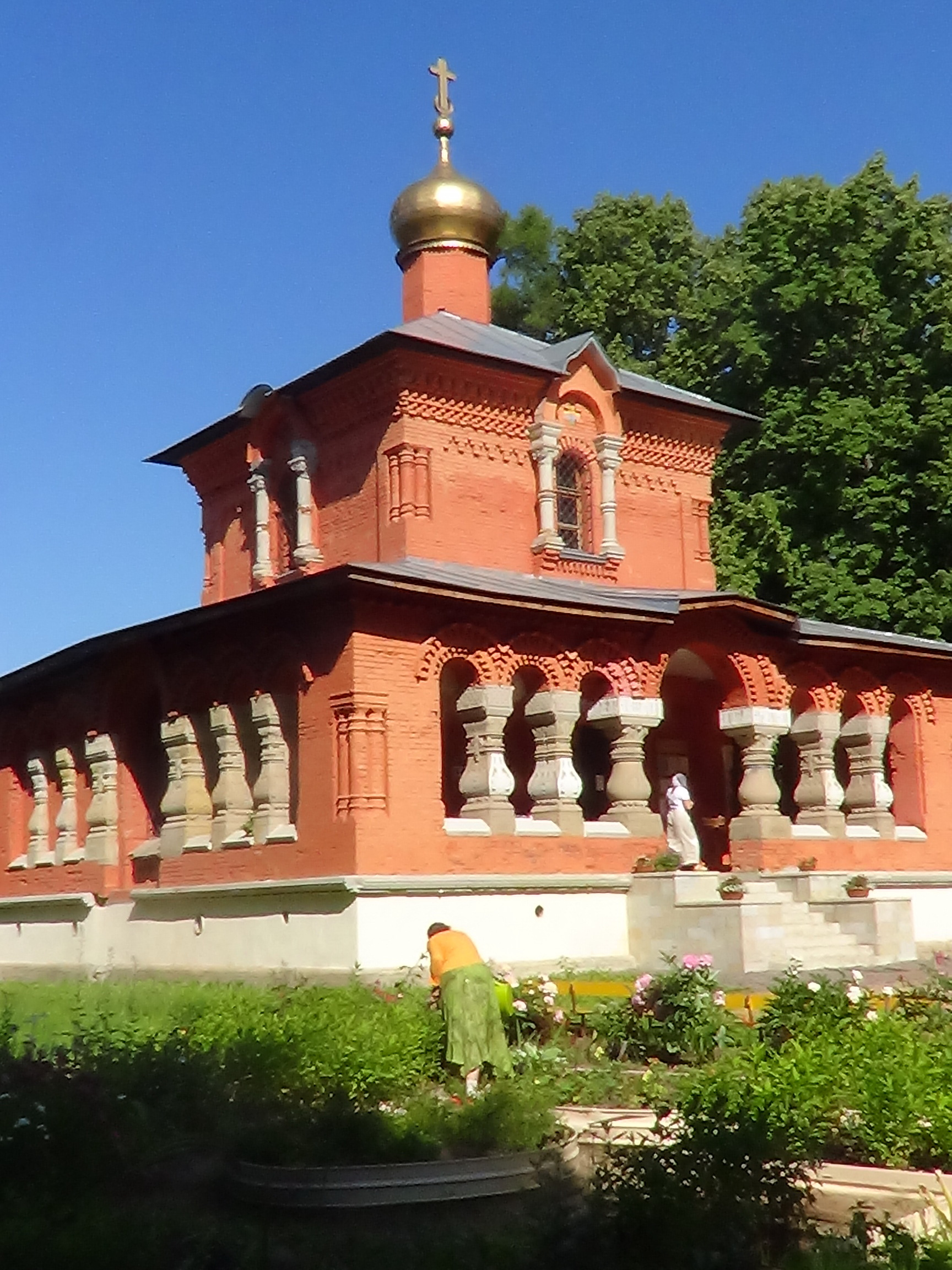
Iglesia de santa Olga en la residencia Mijáilovka (1863)
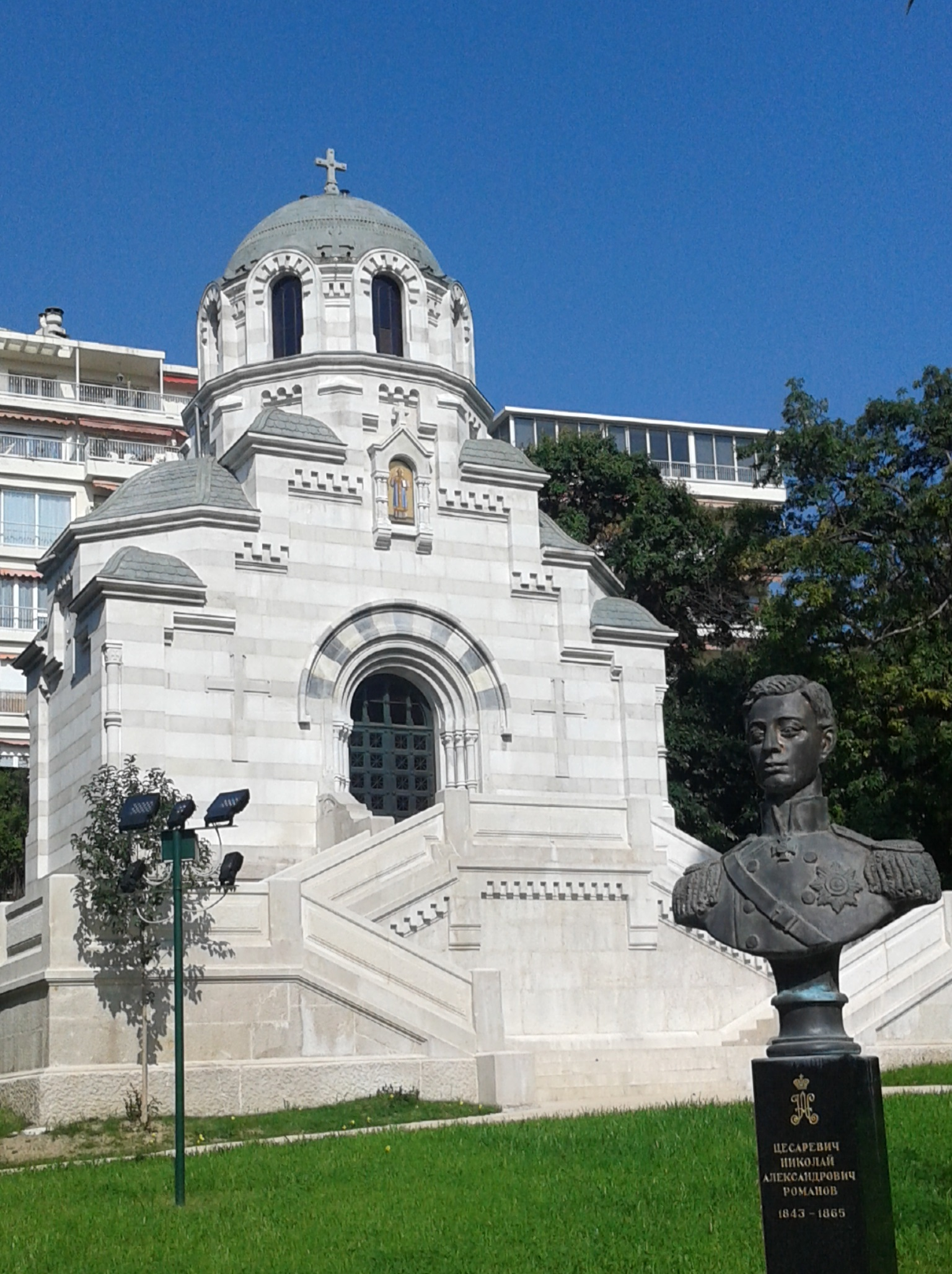
Capilla Ortodoxa de Niza (1867-1868)
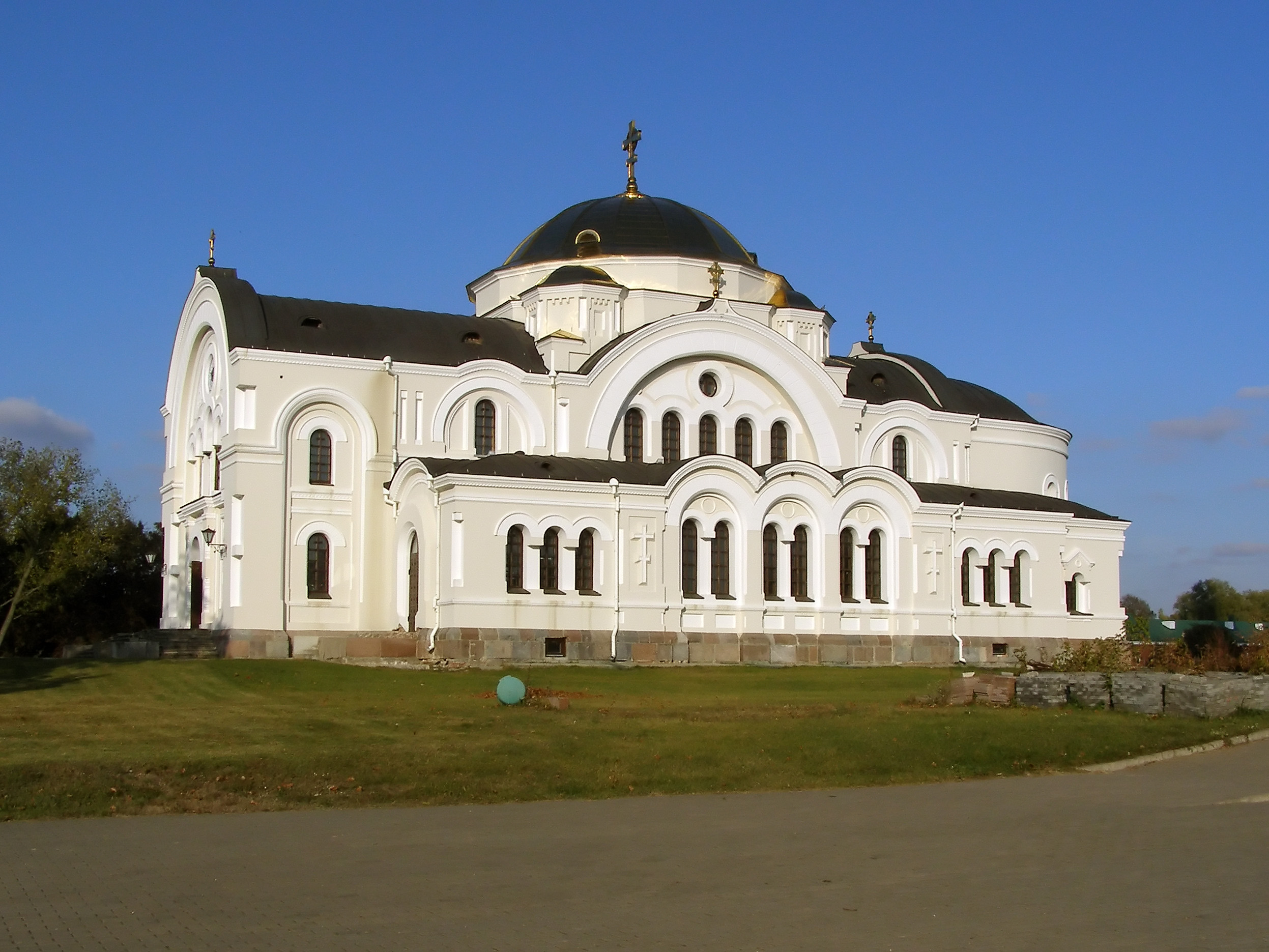
iglesia de San Nicolás (Brest) (1856-1879)
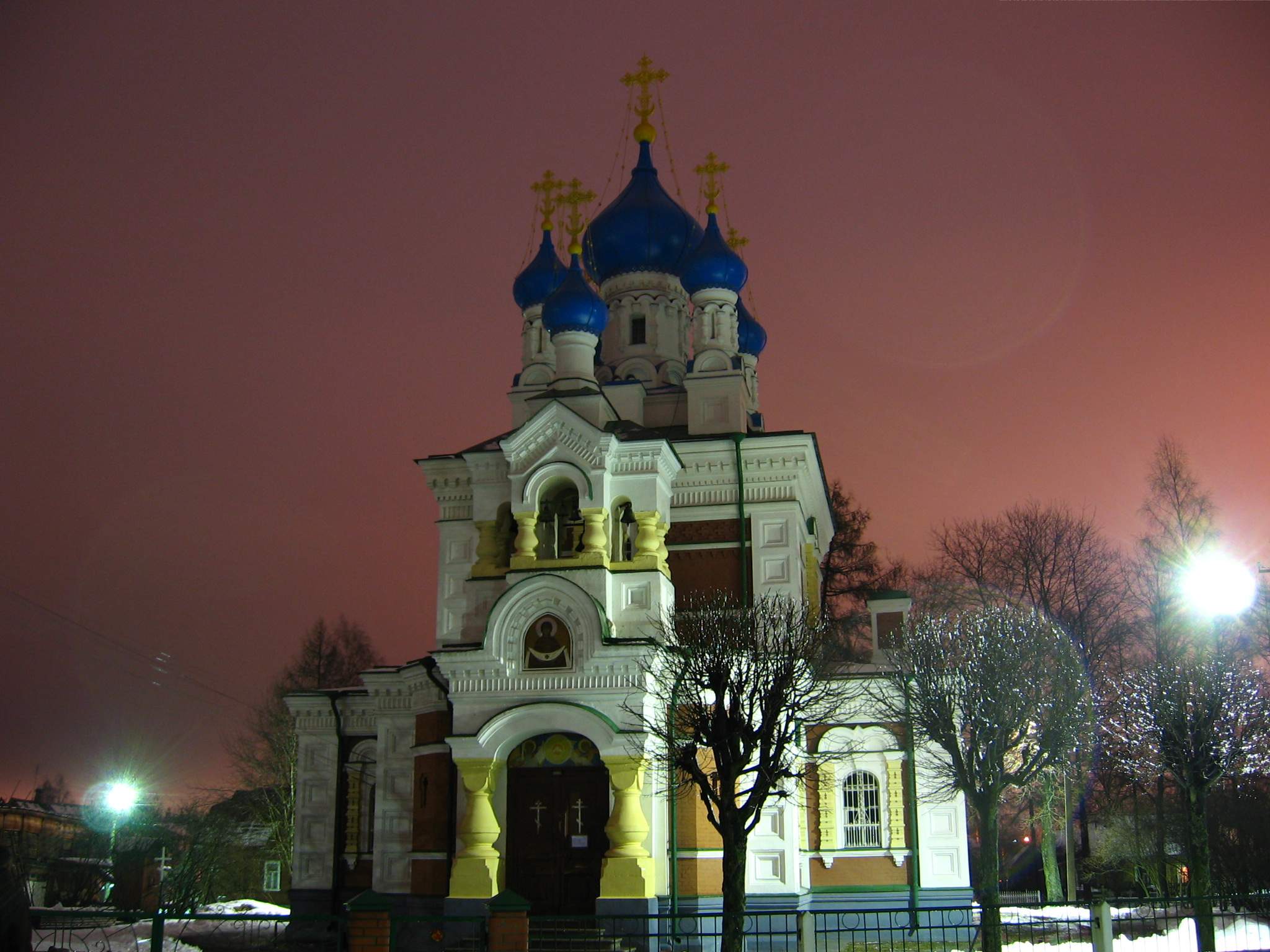
Iglesia de la Protección en Gátchina (comp. 1883)
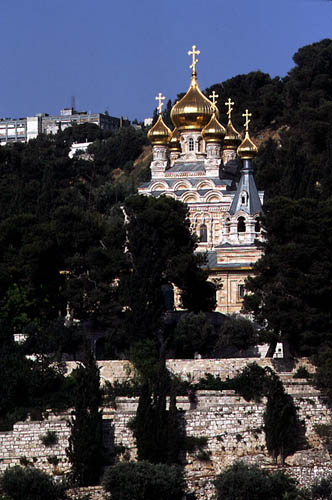
Iglesia de María Magdalena de Jerusalén (1885–1888)
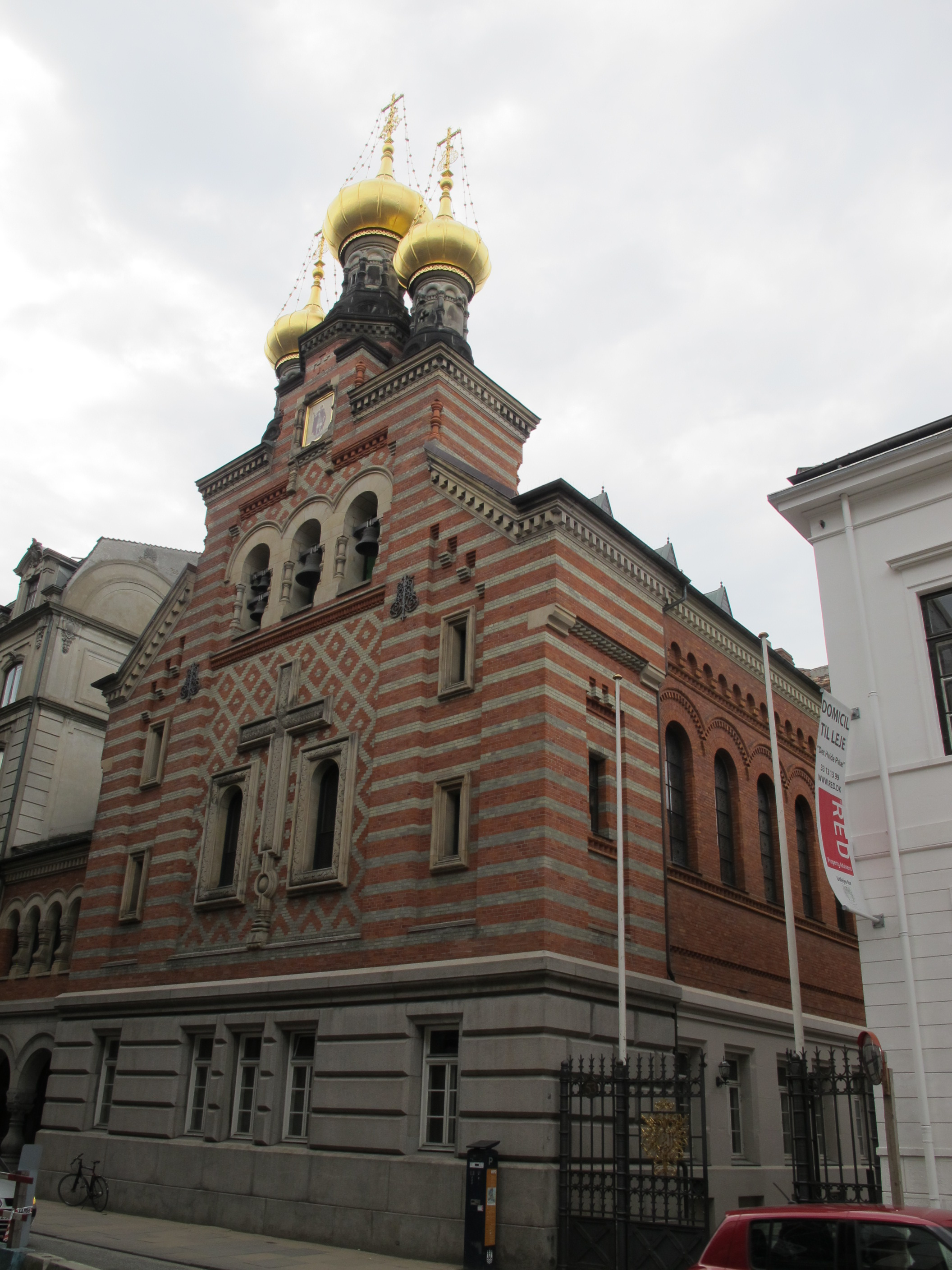
Iglesia de San Alejandro Nevski de Copenhague